# Wiesława Krodkiewska
Wiesława Krodkiewska (ur. 1938, zm. 7 grudnia 2013 w Warszawie) – polska działaczka kulturalna, specjalistka w zakresie muzyki chóralnej, pedagog, kierownik merytoryczny Studium Dyrygentów Chórów Polonijnych w Warszawie oraz twórczyni i kierowniczka Podyplomowego Studium Chórmistrzowskiego i Podypolmowych Studiów Emisji Głosu przy Akademii Muzycznej imienia Feliksa Nowowiejskiego w Bydgoszczy. 
Była między innymi wieloletnim członkiem Rady Artystyczno-Programowej Międzynarodowego Festiwalu Muzyki Sakralnej „Gaude Mater”, a także przez blisko 40 lat jurorką Ogólnopolskiego Turnieju Chórów Legnica „Cantat”. Członkini Rady Artystycznej Stowarzyszenia „Wspólnota Polska” podczas XII Światowego Festiwalu Chórów Polonijnych - Koszalin 2006. Była też jurorką podczas 
XI Festiwalu Piosenki Radzieckiej w 1975 r.